# Andrea Longo
Andrea Longo (ur. 26 czerwca 1975 w Piove di Sacco) – włoski lekkoatleta, specjalizujący się w biegu na 800 metrów. 
Na ważnej imprezie międzynarodowej zadebiutował w 1994 roku docierając do półfinału mistrzostw świata juniorów, a dwa lata później uplasował się na piątej pozycji halowych mistrzostw Starego Kontynentu. W 1997 najpierw dotarł do półfinału halowych mistrzostw świata, a następnie zdobył srebro igrzysk śródziemnomorskich i został pierwszym w historii młodzieżowym mistrzem Europy w biegu na 800 metrów. Bez sukcesów startował w 1998 podczas halowych mistrzostw Starego Kontynentu, natomiast w sezonie letnim był siódmy na mistrzostwach Europy w Budapeszcie. Zimą 1999 dotarł do półfinału halowego czempionatu globu, a w sierpniu był szósty podczas mistrzostw świata. W swoim debiucie na igrzyskach olimpijskich, we wrześniu 2000, dotarł do półfinału. W 2001 został przyłapany na stosowaniu niedozwolonego dopingu i otrzymał karę dwuletniej dyskwalifikacji od 17 sierpnia 2001 do 16 sierpnia 2003. Tuż po zakończeniu okresu karencji zajął piąte na światowym czempionacie w Paryżu. Na półfinale zakończył udział w igrzyskach olimpijskich w Atenach, a w 2006 był siódmy na mistrzostwach Europy. Sześciokrotny złoty medalista mistrzostw Włoch i reprezentant kraju w pucharze Europy oraz meczach międzypaństwowych. 
Rekordy życiowe: stadion – 1:43,74 (3 września 2000, Rieti); hala – 1:47,56 (11 lutego 1997, Genua). Rezultat z Rieti (1:43,74) jest rekordem Włoch (w 1973 Marcello Fiasconaro uzyskał wynik 1:43,7 z pomiaru ręcznego). Longo do 2016 roku był także rekordzistą Europy w biegu na 600 metrów (1:14,41 w 2000).
Mąż francuskiej sprinterki, Fabé Dia (olimpijki z 2000).

## Osiągnięcia
| Rok  | Impreza                             | Miejsce    | Lokata     | Wynik   |
| ---- | ----------------------------------- | ---------- | ---------- | ------- |
| 1994 | Mistrzostwa świata juniorów         | Lizbona    | półfinał   | 1:52,00 |
| 1996 | Halowe mistrzostwa Europy           | Sztokholm  | 5. miejsce | 1:49,19 |
| 1997 | Halowe mistrzostwa świata           | Paryż      | półfinał   | 1:50,45 |
| 1997 | Igrzyska śródziemnomorskie          | Bari       | 2. miejsce | 1:47,54 |
| 1997 | Młodzieżowe mistrzostwa Europy      | Turku      | 1. miejsce | 1:46,59 |
| 1998 | Superliga pucharu Europy            | Petersburg | 1. miejsce | 1:45,40 |
| 1998 | Mistrzostwa Europy                  | Budapeszt  | 7. miejsce | 1:46,66 |
| 1999 | Halowe mistrzostwa świata           | Maebashi   | półfinał   | 1:48,61 |
| 1999 | Mistrzostwa świata                  | Sewilla    | 6. miejsce | 1:45,33 |
| 2000 | Igrzyska olimpijskie                | Sydney     | półfinał   | 1:44,49 |
| 2001 | Superliga pucharu Europy            | Brema      | 2. miejsce | 1:48,54 |
| 2003 | Mistrzostwa świata                  | Paryż      | 5. miejsce | 1:45,43 |
| 2003 | Światowy finał lekkoatletyczny IAAF | Monako     | 7. miejsce | 1:47,12 |
| 2004 | Igrzyska olimpijskie                | Ateny      | półfinał   | 1:45,97 |
| 2006 | Superliga pucharu Europy            | Malaga     | 8. miejsce | 1:48,29 |
| 2006 | Mistrzostwa Europy                  | Göteborg   | 8. miejsce | 1:48,29 |